# Eliyahu de Vidas
Eliyahu de Vidas (in ebraico אליהו די וידאש‎?; Safad, 1518 – Hebron, 1592) è stato un rabbino, mistico, teologo e kabbalista ottomano, attivo a metà del Cinquecento nella città di Safed, nell'allora Palestina ottomana, e formò parte di un gruppo di eminenti cabalisti che ebbero come base principale Hebron tra il XVI e XVII secolo.
De Vidas fu discepolo di Rabbi Moses ben Jacob Cordovero (noto come il Ramak) e di Rabbi Isaac Luria (noto come l'Arizal). De Vidas è noto per la sua profonda conoscenza della Cabala ebraica. Scrisse il libro Reshit Chochmah, o "l'inizio della Sapienza", un'opera mistica tuttora studiata dagli ebrei ortodossi. Seguendo la metodologia del suo maestro Moses Cordovero, che col suo Tomer Devorah aveva creato un'opera etica secondo i principi cabalistici, Rabbi de Vidas compose un'opera ancor più vasta sulla vita spirituale, intitolandola appunto Reshit Chochmah, fondamentalmente basata sullo Zohar ma che riflette anche una vasta gamma di fonti tradizionali.